# Гурьянова, Елизавета Ивановна
Елизавета Ивановна Гурьянова (31 августа 1905 — 1 марта 1988) — передовик советского сельского хозяйства, доярка колхоза «Пятилетка» Костромского района Костромской области, Герой Социалистического Труда (1949).

## Биография
Родилась в 1905 году в деревне Сухоногово (ныне — Костромского района Костромской области) в крестьянской семье.
Завершила обучение в начальной школе. Рано начала трудиться. В 1930 году вступила в местный колхоз «Пятилетка» и начала работать на ферме дояркой. В 1939 году получила от своих девяти коров по 3100 килограмм молока. В 1940 году была участницей выставки достижений народного хозяйства.
В 1948 году сумела получить от каждой из восьми закреплённых за ней коров по 5705 килограмм молока с содержанием молочного жира 196 килограммов.
Указом Президиума Верховного Совета СССР от 4 июля 1949 года за получение высоких результатов в сельском хозяйстве и рекордные показатели в животноводстве Марии Васильевне Корневой было присвоено звание Героя Социалистического Труда с вручением ордена Ленина и медали «Серп и Молот».
Продолжала и дальше трудиться в сельском хозяйстве. Её корова рекордистка «Пилотка» дала за год 10447 килограмм молока, а средние показатели были на уровне и даже выше 7000 килограмм. В 1960 году ушла на заслуженный отдых.
Умерла в 1 марта 1988 года, похоронена в селе Петрилово Костромского района.

## Награды
За трудовые успехи была удостоена:
- золотая звезда «Серп и Молот» (04.07.1949)
- два ордена Ленина (04.07.1949, 16.08.1950)
- Орден Трудового Красного Знамени (23.07.1948)
- Медаль «За трудовую доблесть» (06.02.1945)
- другие медали.